# Sudenburger Straße 24

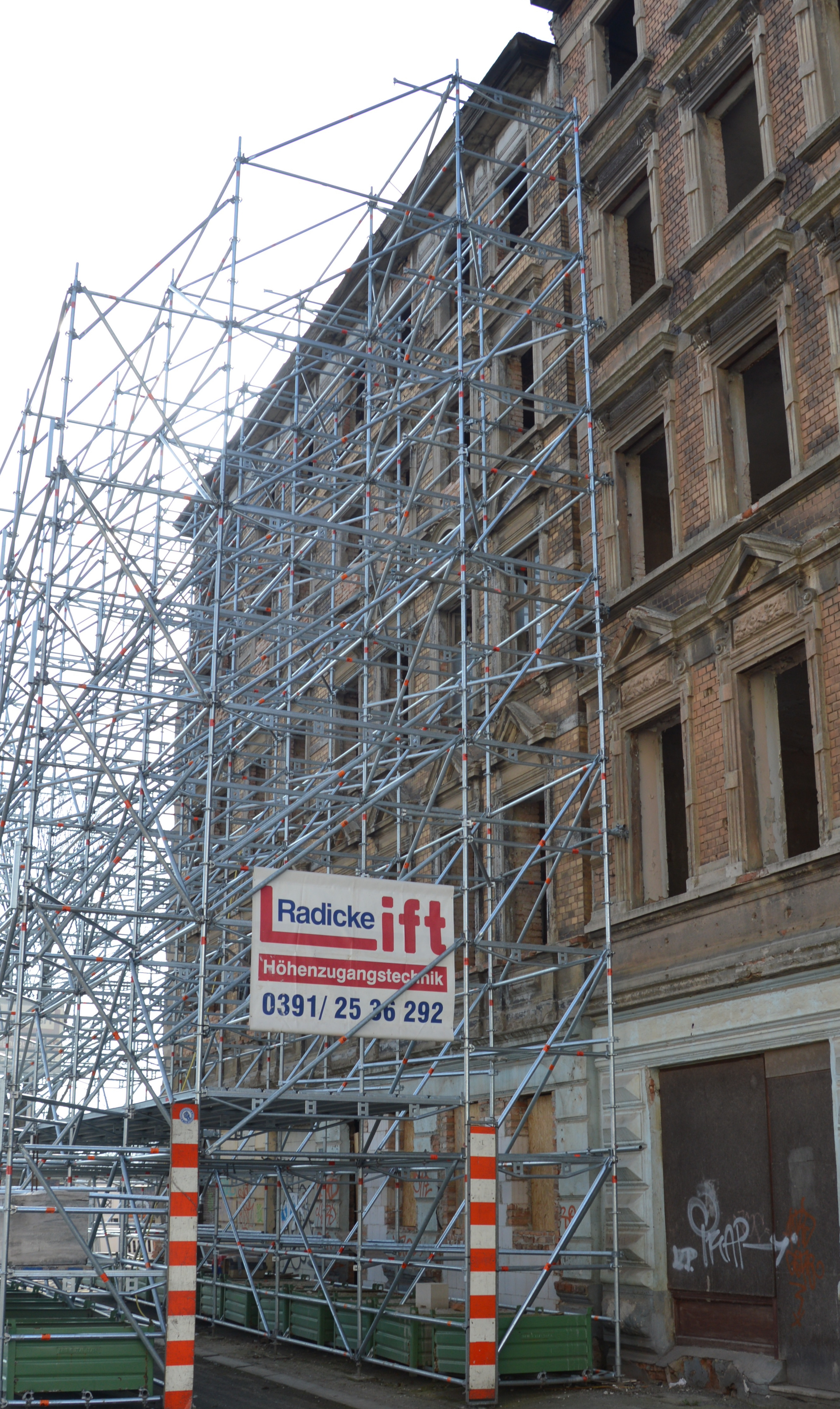
Sudenburger Straße 24, während der Sanierung 2018

Das Gebäude Sudenburger Straße 24 ist ein denkmalgeschütztes Wohnhaus im Magdeburger Stadtteil Leipziger Straße in Sachsen-Anhalt.

## Lage
Es befindet sich im Ortsteil Insel in einer Ecklage am östlichen Ende der Sudenburger Straße auf deren Südseite. Westlich grenzt das gleichfalls denkmalgeschützte Gebäude Sudenburger Straße 23 an.

## Architektur und Geschichte
Der fünfgeschossige Bau wurde im Jahr 1887 errichtet. Eigentümer und den Bau Ausführender war der Maurermeister Carl Hentrich. Die Fassade des Gebäudes ist im Stil der Neorenaissance gestaltet. Am Erdgeschoss findet sich eine Gliederung mittels Putzband. Im Übrigen bestehen horizontal verlaufende schmale Putzbänder. Die Fensterverdachungen im ersten Obergeschoss sind mit Dreiecksgiebeln, im zweiten Obergeschoss mit Rundbögen überspannt. Bedeckt ist das Haus mit einem Flachdach.
Im örtlichen Denkmalverzeichnis ist das Wohnhaus unter der Erfassungsnummer 094 70465 als Baudenkmal verzeichnet.
Das Wohnhaus bildet mit dem gegenüberliegenden Gebäude Sudenburger Straße 3 und dem Nachbarhaus Sudenburger Straße 23 die letzten erhaltenen Teile der gründerzeitlichen Bebauung der Straße. Es entstand als einfaches historistisches Mietshaus im ursprünglichen Arbeiterviertel, nahe dem Grusonwerk.
Nach längerem Leerstand war das Gebäude dringend sanierungsbedürftig. Entsprechende Arbeiten fanden 2018 statt.